# Soulaines-Dhuys
Soulaines-Dhuys je naselje in občina v severnem francoskem departmaju Aube regije Šampanja-Ardeni. Leta 1999 je naselje imelo 267 prebivalcev.

## Geografija
Naselje leži v pokrajini Šampanji 60 km vzhodno od središča departmaja Troyesa.

## Uprava
Soulaines-Dhuys je sedež istoimenskega kantona, v katerega so poleg njegove vključene še občine La Chaise, Chaumesnil, Colombé-la-Fosse, Crespy-le-Neuf, Éclance, Épothémont, Fresnay, Fuligny, Juzanvigny, Lévigny, Maisons-lès-Soulaines, Morvilliers, Petit-Mesnil, La Rothière, Saulcy, Thil, Thors, Vernonvilliers, La Ville-aux-Bois in Ville-sur-Terre z 2.605 prebivalci.
Kanton je sestavni del okrožja Bar-sur-Aube.
1. ↑  »Populations légales 2016«. Nacionalni inštitut za statistične in gospodarske raziskave. Pridobljeno 25. aprila 2019.